# I-201
I-201 — підводний човен Імперського флоту Японії, споруджений під час Другої світової війни.
І-201 спорудили у 1945 році на верфі ВМФ у Куре. Він став першим представником типу Сентака (також відомий як клас I-201), головною особливістю якого була висока швидкість підводного ходу — 19 вузлів, що потребувало гігантської акумуляторної батареї.
І-201 так і не встиг взяти участь у бойових операціях до завершення війни. Наприкінці червня 1945-го через загрозу нових повітряних ударів по головній базі японського флоту І-201 у складі конвою з понад трьох десятків кораблів та суден вирушив з Куре до Майдзуру (обернене до Японського моря узбережжя Хонсю), при цьому конвой уночі пройшов через сильно заміновану протоку Сімоносекі (розділяє Хонсю та Кюсю). На момент капітуляції Японії човен все так же перебував у Майдзуру.
У листопаді 1945-го І-201 перевели до Сасебо (західне узбережжя острова Кюсю), а у січні — лютому 1946 американський екіпаж перегнав корабель з Японії до Перл-Гарбору (на останній ділянці між атолом Еніветок та Гаваями човен вело на буксирі рятувальне судно Current, оскільки відстань перевищувала автономну дальність І-201). 23 травня 1946-го човен використали як ціль при випробуваннях торпед.